# Гребля Ваді-Гумдах
Гребля Ваді-Гумдах (Wadi Ghumdah) — інженерна споруда на півночі Оману, яка стала до ладу в 2021 році.
Гребля, споруджена в ексклаві Мусандам, виконує потрійну функцію — захисту від повеней, живлення підземного сховища води та поповнення водоносних горизонтів (споруда затримує воду під час короткочасних дощів та забезпечує її максимальне всотування у алювіальні породи русла).
Долину ваді перекрили земляною греблею з ядром із пластичного бетону довжиною 624 метра та висотою 22,2 метра. Одна з її ділянок довжиною 50 метрів виконана як водопереливна секція з бетонним покриттям висотою 20,2 метра.
Гребля здатна утримувати 1,1 млн м3 води.